# Sting
Gordon Matthew Thomas Sumner (Wallsend, Engleska, 2. listopada 1951.), poznatiji pod umjetničkim imenom Sting, engleski je glazbenik. Solo karijeru je započeo kao već etablirano ime, nakon velikog uspjeha njegove rock grupe The Police.

## Sting u Hrvatskoj
Sting je u tri navrata održao koncerte u pulskoj Areni u sklopu svojih svjetskih turneja, i to 13. srpnja 1997. Drugi je održan kao dio Mercury Falling turneje te 13. svibnja 2000. u sklopu turneje Brand New Day. O. A zadnji koncert je održan u rasprodanoj Areni Zagreb 31. listopada 2022. godine. S koncerta su glazbenik i sastav ispraćeni ovacijama.

## Sting na filmu
Karizmatični glazbenik je često radio soundtrackove za filmove i serije, a i sam se okušao u glumi. Najpoznatija njegova uloga svakako je ona iz 1984., Feyd-Rauthe u filmu Davida Lyncha Dina – pješčani planet.

## Diskografija
Studijski albumi
- The Dream of the Blue Turtles (1985.)
- ...Nothing Like the Sun (1987.)
- The Soul Cages (1991.)
- Ten Summoner's Tales (1993.)
- Mercury Falling (1996.)
- Brand New Day (1999.)
- Sacred Love (2003.)
- Songs From The Labyrinth (u suradnji s Edinom Karamazovim) (2006.)
- If on a Winter's Night... (2009.)
- Symphonicities (2010.)
- The Last Ship (2013.)
- 57th & 9th (2016.)
- My Songs (2019.)
- The Bridge (2021.)

## Vanjske poveznice
- Službena stranica (engl.)